# Jeanne Verstraete
Jeanne Albertina Pauline Verstraete, pseudoniem van Jeanne Albertina Pauline De Graef (Antwerpen, 17 september 1912 - Leeuwarden, 11 oktober 2002) was een Belgisch/Nederlandse actrice.

## Familie
De familie De Graef/Verstraete is doorspekt van toneelacteurs etc. Ze was dochter van acteur Julien Gustave de Graef, artiestennaam Jules Verstraete (naar zijn moeder actrice Marie Verstraete); moeder was toneelcostumière Paulina Maria Joanna Brandt (voor haar man en diens moeder). Haar broers waren acteurs Guus en Bob Verstraete en zus Mieke Verstraete was niet anders. Bovendien was ze de tante van regisseur Guus Verstraete jr.. Zij was tussen 1934 en 1940 (echtscheiding) getrouwd met acteur Max Croiset; het paar kreeg twee zonen, de acteurs Hans Croiset en Jules Croiset. Kleinzonen Niels Croiset en Vincent Croiset zijn acteurs. In 1942 trouwde ze met haar minnaar acteur Jacques de Haas, voorzitter van de Kultuurkamer; het zou haar jaren achtervolgen, terwijl ze al in 1948 gescheiden waren.  De uit dat huwelijk geboren dochter Paula Verstraete was ook enige tijd actrice, in de jaren zestig was ze medewerkster radio en televisie (programma: Kijk zelf maar).

## Leven
Het gezin De Graef/Verstraete ontvluchtte Antwerpen vanwege de Eerste Wereldoorlog. Net als bij zus Mieke was het niet meteen duidelijk dat ze aan het tonaal zou gaan. Ze studeerde aan de Hogereburgerschool. Anders dan bij haar zus, die haar debuut kreeg bij een invalbeurt, kwam Jeanne met haar vader voor de grap in een hoorspel terecht. Na deze start in 1931 ging ze op eigen initiatief studeren aan de Amsterdamse Toneelschool. Die studie rondde ze in 1934 als Jeanne Verstraete af, samen met toekomstig echtgenoot Max Croiset, Greet van der Spruyt (verder onbekend gebleven) en Bob Oosthoek. Ze trad toe tot het gezelschap Nederlandsche Tooneel van Albert van Dalsum, daarna volgde het Residentie Tooneel (tot 1941). Dat leidde weer tot haar eerste filmrol in Marijntje Gijzens Jeugd (1936). Na de Tweede Wereldoorlog verdween ze enige tijd uit beeld, maar kwam in de jaren vijftig via hoorspelen terug. De opkomst van de televisie betekende eveneens nieuw werk met optredens in series als De kleine waarheid en Dagboek van een herdershond.
In de jaren tachtig verdween ze definitief van toneel en televisie. Wel kwam ze in 1987 nog eenmaal in het nieuws. Haar zoon Jules Croiset had zelf zijn ontvoering in scene gezet, hetgeen destijds het gedrag tijdens de Tweede Wereldoorlog weer aan de oppervlakte bracht. 
Op Het Nieuwe Lyceum in Hilversum heeft zij in de jaren zestig een aantal jaren het vak Dramatiek gedoceerd, alsmede de schooltoneelvoorstellingen geregisseerd.

## Filmografie (selectie)
- Merijntje Gijzens Jeugd (1936)
- Oranje Hein (1936)
- De laatste dagen van een eiland (1942)
- De weg naar het hart (1956)
- Minna von Barnhelm of soldatengeluk (1957)
- Voor donderdagavond twaalf uur Mylord (1957)
- De gebroken kruik (1958)
- Claudia (1959)
- Het Concert (1959)
- Redt een kind (1959)
- Claudia en David (1960)
- De Huzaren (1960)
- De zaak M.P. (1960)
- Zesde etage (1961)
- De rode pullover (1962)
- Struif (1962)
- Vertrouwt u maar op mij (1962)
- De kelk aan de lippen (1963)
- Niets dan de waarheid (1963)
- Geld te geef (1963)
- Flip de Tovenaarsleerling (1963-1964)
- De klop op de deur (1970)
- De kleine waarheid (1970)
- Het huis aan de gracht (1974)
- Heb medelij, Jet! (1975)
- De wonderbaarlijke avonturen van Professor Vreemdeling (1977)
- Dagboek van een herdershond (1978-1980)
- Armoede (1982)
- De Weg (1983)
- Kun je me zeggen waar ik woon? (1985)
- De Appelgaard (1985-1986)
- Geschenk uit de hemel (1987)
- Rust roest (1989)

## Hoorspelen
- Wie gaat er mee naar Engeland varen (1959)
- Het stenen hart (1959)
- Soms zijn de nachten zo lang (1960)
- De bruid van Saint-Jean-de-Luz (1960)
- De zoutmijn (1960)
- De wonderlijkste liefdesgeschiedenis ter wereld (1962)
- De madonna van de antiquair (1964)
- Hava, de egel (1964)
- De interland (1966)
- De nacht na de première (1966)
- Teken van tegenspraak (1966)
- Ondervragingen (1969)
- Concert aan vier telefoons (1970)
- Martje en het IQ van 157 (1972)
- Een tuinfeestje (1973)
- Elke donderdagmiddag (1973)
- Vijf dode oude dames (1973)
- Ga zitten en sterf (1974)
- Een vertrek raakt leeg (1975)
- Hoorspelserie Het Verloren Feest (1978, KRO)[3]
- Het schotschrift (1982)